# Klub Sportowy Gwardia Wrocław 2010-2011 (pallavolo femminile)
Questa voce raccoglie le informazioni riguardanti il Klub Sportowy Gwardia Wrocław nelle competizioni ufficiali della stagione 2010-2011.

## Organigramma societario
Area direttiva
- Presidente: Jacek Grabowski

Area tecnica
- Allenatore: Rafał Błaszczyk

## Rosa
| N° | Nome                  | Ruolo | Data di nascita  | Nazionalità sportiva |
| -- | --------------------- | ----- | ---------------- | -------------------- |
| 1  | Maja Tokarska         | C     | 22 febbraio 1991 | Polonia              |
| 2  | Katarzyna Mroczkowska | S/O   | 30 dicembre 1980 | Polonia              |
| 3  | Anna Witczak          | S     | 2 marzo 1982     | Polonia              |
| 4  | Marta Sobolska        | S     | 16 febbraio 1987 | Polonia              |
| 5  | Aleksandra Folta      | S     | 20 giugno 1992   | Polonia              |
| 6  | Monika Czypiruk       | S/O   | 27 luglio 1982   | Polonia              |
| 7  | Ewa Matyjaszek        | P     | 29 aprile 1979   | Polonia              |
| 8  | Aleksandra Krzos      | L     | 23 giugno 1989   | Polonia              |
| 9  | Katarzyna Jaszewska   | S     | 6 dicembre 1981  | Polonia              |
| 10 | Bogumiła Barańska     | S     | 1º dicembre 1986 | Polonia              |
| 12 | Joanna Wołosz         | P     | 7 aprile 1990    | Polonia              |
| 15 | Dominika Sobolska     | C     | 3 dicembre 1991  | Polonia              |
| 16 | Zuzanna Efimienko     | C     | 8 agosto 1989    | Polonia              |